# Xylophanes eumedon
Xylophanes eumedon là một loài bướm đêm thuộc họ Sphingidae. Nó sống ở México.